# ريتشارد برودي (صحفي)
ريتشارد برودي (بالإنجليزية: Richard Brody)‏ هو صحفي وناقد سينمائي أمريكي، ولد في 14 مارس 1948.

## وصلات خارجية
- ريتشارد برودي على موقع IMDb (الإنجليزية)
- ريتشارد برودي على موقع ميتاكريتيك (الإنجليزية)
- ريتشارد برودي على موقع روتن توميتوز (الإنجليزية)
- ريتشارد برودي على موقع أول موفي (الإنجليزية)
- ريتشارد برودي على موقع كينوبويسك (الروسية)